# Aeroporto di Christchurch
L'aeroporto di Christchurch (IATA: CHC, ICAO: NZCH) (in inglese: Christchurch Airport) è un aeroporto definito come internazionale dalle autorità dell'aviazione civile neozelandesi The Civil Aviation Authority of New Zealand e situato nei pressi della città di Christchurch, in Nuova Zelanda.
L'aeroporto è hub per la compagnia aerea Pacific Blue Airlines.